# Yangel Herrera
Yangel Herrera   (La Guaira, 7 de gener de 1998), és un futbolista professional veneçolà, que juga a la posició de centrecampista, actualment al Girona FC.

## Trajectòria futbolística
Va començar a jugar la temporada 2014-1015 amb el Monagas SC (equip de la segona divisió de Veneçuela). La temporada següent va jugar a l'Atletico Venezula; amb aquest equip va debutar per primer cop com a professional a la primera divisió de Veneçuela.

### Un pas de gegant
El 31 de gener de 2017 últim deia del mercat d'hivern es va confirmar el fitxatge de Yangel pel Manchester City, però no,es arribar el van enviat al New York City per dos anys. El 2018 va tornar el Manchester City.

### Arriba a la Lliga Espanyola
El juliol del 2018 Yangel va arribar al Granada CF com a jugador cedit per una temporada amb opció de compra. En aquella mateixa temporada va ajudar que el Granada es classifiqués per la competició europea. El seu primer gol a la Lliga va arribar a la temporada 2019 davant l'Athletic Club.

### RCD Espanyol
El 31 d'agost de 2021 el Manchester City el va cedir a l'Espanyol per una temporada. Va arribar lesionat i no va poder debutar fins al 23 d'octubre, quan va tenir 20 minuts en un empat contra l'Elx CF

#### Girona FC
El 2 d'agost 2022, Herrera va fitxar pel Girona FC ascendit a la primera divisió, cedit per un any.